# Carl Ludwig Philipp Zeyher
Karl Ludwig Philipp Zeyher 2 de agosto de 1799 Dillenburg, Hesse, Alemania - 13 de diciembre de 1858 Ciudad del Cabo, fue un botánico y recolector botánico que trabajó extensamente en Sudáfrica.
Fue coautor, con Christian Friedrich Ecklon, de Enumeratio Plantarum Africae Australis (1835-7), un exhaustivo catálogo de la flora de Sudáfrica.
En 1816 era aprendiz con su tío Johann Michael Zeyher, quien era jardinero jefe en los Jardines Ducales de Schwetzingen. Allí se encuentra con Franz W. Sieber y hablado para participar en coleccionar y vender especímenes de historia natural - una industria aburguesada en el siglo XIX. Terminan por viajar y explorar Mauricio en agosto de 1822, aunque Zeyher debe retornar a Ciudad del Cabo, mientras Sieber si va a Mauricio y a Australia. A su retorno en abril de 1824, Sieber recibe los especímenes colectados por Zeyher, asegurándole pagarle a su debido momento luego de la venta. Jamás le pagó, y Zeyher comenzó a operar solo.
En 1825 explora el este de Uitenhage, y el norte de Clanwilliam en 1828. Los especímenes se los envía a su tío en Schwetzingen.
En 1829 Ecklon retorna al Cabo desde Europa donde ha vendido sus especímenes a través de Unio Itineraria: empresa de Christian Ferdinand Friedrich Hochstetter (1787-1860) y de Ernst Gottlieb von Steudel (1783-1856) con base en Esslingen. Zeyher y Ecklon deciden colaborar en coleccionar juntos. Ecklon navega por la bahía de Algoa para recolectar en el este del Cab, y Zeyher viaja al norte en carruaje. La ruta de Zeyher toca las regiones de Clanwilliam y de Cederberg, siguiendo por el "río Olifants" hasta su desembocadura. Allí, Zeyher cruza a Drege el 23 de mayo de 1831. También recolecta en el área de Bitterfontein y de Kamiesberg. De allí sigue más al norte y encuentra el río Orange, alcanzando su desembocadura. Dificultades climáticas de pertinaces lluvias, le perjudican en su carga.
Entretanto Ecklon ha retornado a Ciudad del Cabo de su expedición, y se pone a trabajar en su colección mientras aguarda a Zeyher. Se encuentran nuevamente en Tulbagh, donde escalan los montes, y dirigiéndose a Groot Winterhoekberg, encontrando una rica flora.

## Expedición a Kaffraria 1831 - 1832
Ecklon y Zeyher dejan Ciudad del Cabo en octubre de 1831 en su viaje botánico, y llegan a la frontera este de la Colonia del Cabo. Pasan Caledon, Cabo Agulhas y vuelven a Swellendam, donde nuevamente cruzan Drege el 5 de noviembre de 1831. Cruzado el Langeberg en el Karoo, recolectan mucho a loa largo del río Gourits y el Swartberg. Siguen al sur y otra vez atraviesan los montes Outeniqua, visitando George y Knysna, antes de seguir a Langkloof, Uitenhage, bahía de Algoa, donde embarcan sus colecciones rumbo a Ciudad del Cabo, 683 km .
Atravesando el norte a través de los distritos de Albany y de Somerset East, siguen aún más al este sobre los ríos Fish, Koonap y Kat, y luegohacia el norte por Winterberg, llegando a Tamboekieland, en lo que hoy es Queenstown. De allí siguen por el río Kei hacia la naciente en Stormberg.
Para esa época, era tan grande sus colecciones que Ecklon debe viajar a Europa en 1832 para disponer de los especímenes. Zeyher llega a Tamboekieland mientras Drege anota que tocan la "Misión Shiloh", al sur de Queenstown el 29 de noviembre de 1832. Zeyher retorna a Uitenhage donde se emplea al servicio de Joachim Brehm, un apotecario y colector que había creado los más finos jardines en el Cabo del Este. En ese tiempo Ecklon estaba en Hamburgo para publicar Enumeratio Plantarum Africae Australis que aparece en tres partes entre 1834 y 1837.
Aparentemente la visita de Ecklon a Hamburgo se interrumpe abruptamente por el incendio del edificio donde estaban sus colecciones, destruyéndose gran parte. Financieramente Ecklon estaba mal y vende todos los especímenes a Sonder antes de retornar al Cabo a fines de 1837 o principios de 1838. Vive 30 años más, pero su vigor mental y físico han menguado y cesa de producir.
Zeyher retorna preocupado por los eventos, y se independiza de Ecklon. Vuelve a Uitenhage y envía sus nuevas colecciones a W.J. Hooker y a N.B. Ward en Londres. Mientras está en Uitenhage, Zeyher obtiene una enorme colección de muestras de madera indígena, junto con especímenes florecidos y fructificados de herbario. Los envía al Museo de Historia Natural de Berlín y obtiene un precio favorable por contrato. Pero la desfortuna continua con Zeyher, y el barco llevando su colección naufraga y se pierde.

## Expedición al interior conJoseph Burke1840-1842
(Ver (1812-1873)

## Honores

### Eponimia
Zeyher es honrado en el género Zeyheria Mart., Zeyherella (Engl.) Aubrév. & Pellegr. y en un buen número de nombres específicos. Su herbario personal está hoy en el "Museo Sudafricano", aunque Carl W.L. Pappe (1803-1862) reemplazó la mayoría de las etiquetas por sus propias.
- La abreviatura «Zeyh.» se emplea para indicar a Carl Ludwig Philipp Zeyher como autoridad en la descripción y clasificación científica de los vegetales.[1]

Se posee el enorme registro de 1702 fichas IPNI de sus identificaciones y nombramientos de nuevas especies.